# Le Hamel, Somme
Le Hamel är en kommun i departementet Somme i regionen Hauts-de-France i norra Frankrike. Kommunen ligger i kantonen Corbie som tillhör arrondissementet Amiens. År 2022 hade Le Hamel 488 invånare.

## Befolkningsutveckling
Antalet invånare i kommunen Le Hamel
| Referens: INSEE |